# Youngblood (canción de 5 Seconds of Summer)
«Youngblood» es una canción de la banda australiana de pop rock 5 Seconds of Summer. La canción fue lanzada a través de Capitol Recordsel el 12 de abril de 2018, como el segundo sencillo de su tercer álbum de estudio del mismo nombre. La pista fue escrita por Luke Hemmings, Calum Hood, Ashton Irwin, Ali Tamposi, Louis Bell y Andrew Watt.
Alcanzó el primer puesto en las listas de Australia en mayo de 2018, convirtiéndose en el segundo sencillo número uno de la banda en su país natal, manteniéndose ocho semanas consecutivas en la cima. La pista logró el lugar número uno en las listas de Nueva Zelanda. Alcanzó el top diez en once países, incluido el número tres en Canadá, el cuatro en el Reino Unido y el siete en los Estados Unidos, convirtiéndose en su primer sencillo que alcanza el top diez tanto en Canadá, como en Estados Unidos.
La pista fue certificado multiplatino en Australia y Nueva Zelanda. Adicionalmente, obtuvo el disco de platino en los Estados Unidos, el Reino Unido y Canadá. En Italia, Bélgica y Brasil fue certificado con disco de oro. En los ARIA Music Awards de 2018 , ganó el premio como la mejor canción del año.

## Antecedentes y lanzamiento
La canción se lanzó inicialmente como una pista de descarga instantánea junto al pedido anticipado del álbum, pero luego se lanzó como tercer sencillo del álbum del mismo nombre. Se estrenó el 12 de abril de 2018.
La pista fue escrita por Luke Hemmings, Calum Hood, Ashton Irwin, Ali Tamposi, Louis Bell y Andrew Watt, mientras que la producción fue llevada a cabo por los dos últimos. Jon Blistein, de Rolling Stone, comentó que la canción tiene un «ritmo implacable y contundente, alrededor del cual la banda se mueven entre versos delicados y un estribillo estruendoso».

## Vídeo musical
El 26 de abril de 2018 se lanzó un video musical alternativo para la canción en el canal de YouTube de la banda. Está filmado en monocromo e intercala imágenes de la gira detrás del escenario con una presentación en vivo de la canción.
El video musical oficial de la canción fue lanzado el 2 de agosto de 2018 mientras la banda estaba en su gira en Japón. Fue dirigido por Frank Borin, y filmado en Tokio. Cuenta la historia de una pareja de ancianos en sus últimos momentos de vida.

## Presentaciones en vivo
La banda presentó su sencillo en The Voice Australia.  El 12 de junio de 2018 interpretaron el tema en BBC Radio 1 Live Lounge. El 22 de junio de 2018, presentaron la canción en la serie de conciertos realizados en The Today Show's. La canción forma parte de la gira  5SOS III y Meet You There Tour.

## Lista de ediciones
Versión estándar

| N.º | Título       | Duración |  |
| 1.  | «Youngblood» | 3:23     |  |

Versión acústica

| N.º | Título       | Duración |  |
| 1.  | «Youngblood» | 3:40     |  |

R3hab remix

| N.º | Título                               | Duración |  |
| 1.  | «Youngblood» (R3hab remix)           | 2:30     |  |
| 2.  | «Youngblood» (R3hab remix extendida) | 2:55     |  |

## Créditos y personal
Créditos adaptados de Genius.
- Ashton Irwin - composición, batería, vocales.
- Michael Clifford - guitarra, vocales
- Luke Hemmings - composición, guitarra, vocales.
- Calum Hood - composición, bajo, vocales.
- Andrew watt - composición, piano, programación
- Louis Bell - composición, piano, programación
- Ali Tamposi - composición
- Serban Ghenea - ingeniero de mezcla
- Chris Gehringer - ingeniero de masterización

## Posicionamiento en listas
| Listas (2018-2019)                        | Mejor posición |
| ----------------------------------------- | -------------- |
| Alemania (Official German Charts)         | 45             |
| Australia (ARIA)                          | 1              |
| Austria (Ö3 Austria Top 40)               | 19             |
| Bélgica (Ultratop) Flanders               | 5              |
| Bélgica (Ultratop) Wallonia               | 43             |
| Canadá (Canadian Hot 100)                 | 3              |
| Canadá (CHR/Top 40)                       | 1              |
| Canadá (Hot AC)                           | 1              |
| Croacia (HRT)                             | 20             |
| Dinamarca (Tracklisten)                   | 2              |
| Escocia (Official Charts Company)         | 2              |
| Eslovaquia (Radio Top 100)                | 75             |
| Eslovaquia (Singles Digitál Top 100)      | 6              |
| España (PROMUSICAE)                       | 88             |
| Estados Unidos (Billboard Hot 100)        | 7              |
| Estados Unidos (Adult Contemporary)       | 14             |
| Estados Unidos (Adult Top 40)             | 1              |
| Estados Unidos (Dance/Mix Show Airplay)   | 3              |
| Estados Unidos (Mainstream Top 40)        | 1              |
| Estados Unidos (Rolling Stone Top 100)    | 90             |
| Francia (SNEP)                            | 110            |
| Finlandia (Suomen virallinen lista)       | 16             |
| Hungría (Single Top 40)                   | 32             |
| Hungría (Stream Top 40)                   | 5              |
| Irlanda (IRMA)                            | 4              |
| Italia (FIMI)                             | 39             |
| Japón (Japan Hot 100)                     | 49             |
| Letonia (Latvijas Top 40)                 | 12             |
| Malasia (RIM)                             | 12             |
| Noruega (VG-lista)                        | 4              |
| Nueva Zelanda Hot Singles (RMNZ)          | 1              |
| Países Bajos (Dutch Top 40)               | 8              |
| Países Bajos (Single Top 100)             | 7              |
| Polonia (Polish Airplay Top 100)          | 2              |
| Portugal (AFP)                            | 11             |
| Reino Unido (UK Singles Chart)            | 4              |
| República Checa (Rádio Top 100)           | 6              |
| República Checa (Singles Digitál Top 100) | 11             |
| Suecia (Sverigetopplistan)                | 4              |
| Suiza (Schweizer Hitparade)               | 33             |
| Ucrania (Airplay Tophit)                  | 85             |

## Certificaciones
| País (organismo certificador) | Certificación | Unidades certificadas |
| ----------------------------- | ------------- | --------------------- |
| Alemania (BVMI)               | Oro           | 200 000               |
| Australia (ARIA)              | 11x Platino   | 770 000               |
| Bélgica (BEA)                 | Platino       | 40 000                |
| Brasil (Pro-Música Brasil)    | Oro           | 20 000                |
| Canadá (Music Canada)         | Platino       | 80 000                |
| Estados Unidos (RIAA)         | 2x Platino    | 2 000 000             |
| Francia (SNEP)                | Oro           | 100 000               |
| Italia (FIMI)                 | Platino       | 50 000                |
| México (AMPROFON)             | Oro           | 30 000                |
| Nueva Zelanda (Music Canada)  | 3x Platino    | 90 000                |
| Noruega (IFPI)                | 2x Platino    | 20 000                |
| Polonia (ZPAV)                | 4x Platino    | 80 000                |
| Portugal (AFP)                | Platino       | 20 000                |
| Reino Unido (BPI)             | 2x Platino    | 1 200 000             |
| Suecia (GLF)                  | 2x Platino    | 80 000                |